# Drösing
Drösing (tiếng Slovak: Strezenice) là một thị trấn ở huyện Gänserndorf thuộc bang Niederösterreich nước Áo. Đô thị Drösing có diện tích 29,49 km², dân số năm 2001 là 1192 người.

## Subdivisions
- Drösing
- Waltersdorf an der March